# Natbusser i København
Natbusser er buslinjer, der kører om natten i København og resten af Hovedstadsområdet i stedet for almindelige buslinjer og tog. Natbusserne er underlagt Movia og der gælder samme takst som ved selskabets almindelige buslinjer (tidligere krævedes dobbelttakst ved billetter og klippekort).
Natbusserne kan kendes på grå skilte på stoppestederne og rutenumre i intervallet 90-99 med efterstillet N, f.eks. 94N. Frem til 1. februar 1998 havde de 9xx-numre uden efterstillet "N".
Siden 2013 er en del natbuslinjer blevet erstattet af forskellige A-bus-, S-bus- og R-Net-linjer, der enten har fået drift døgnet rundt eller er blevet udvidet til også at køre nat efter fredag og lørdag. Desuden blev der indført natkørsel på S-banen nat efter fredag og lørdag i 2009, hvilket ligeledes har været med til at reducere behovet for natbusser.

## Generelt
Siden 29. juni 2025 findes der syv natbuslinjer med numre mellem 90N og 99N samt 87. Alle linjer har overvejende regional karakter. To linjer, 93N og 94N kører fra Rådhuspladsen i København ud i omegnen. Heraf kører linje 93N som den eneste af de syv natbuslinjer hver nat. Linje 94N kører natten efter søndag til torsdag men ikke i weekenderne, hvor den erstattes af S-tog på Nordbanen og udvidet kørsel på linje 150S. Linje 87 kører tilsvarende langs Køge Bugt natten efter søndag til torsdag og erstattes ligeledes af S-tog i weekenden. Linje 91N kører på tværs af regionen natten efter fredag og lørdag, mens linje 90N, 98N og 99N samt linje 93N's yderste strækning betjener forskellige yderområder i de samme tidsrum. Alt afhængig af linjen køres der mellem to og fem gange i hver retning fra omkring kl. 1.00 til omkring kl. 5.30. Derved dækkes de tidsrum, hvor de almindelige buslinjer holder stille, idet der dog kan forekomme et vist overlap ved start og slut.
Natbusserne er underlagt trafikselskabet Movia og benytter samme takster som de øvrige busser og tog. Busserne stopper ved alle stoppesteder undervejs, der typisk er de samme steder, der også betjenes om dagen. Nogle linjer svarer mere eller mindre til linjer, der kører i dagtimerne. Andre følger forskellige jernbaner med linjeføringer, der ville kræve skift af bus om dagen. Driften er udliciteret til forskellige entreprenører, typisk sammen med andre (dag)linjer som de deler busser med. Linje 87, 90N, 98N og 99N betjenes af almindelige 12 m-busser, linje 91N og 94N af 13 m-busser og linje 93N af 13,7 m-busser. Der benyttes elbusser på alle linjer undtagen linje 93N. På linje 91N kan de oplades ved endestationerne, mens de på de øvrige oplades på garageanlæggene.
Natbusserne suppleres af en række andre linjer, der enten kører døgnet rundt eller som også kører natten efter fredag og lørdag. Kørsel døgnet rundt forekommer på A-buslinjerne og linje 5C i København og de tre S-buslinjer 150S, 250S og 350S. A-busserne kører hver halve time natten efter søndag-torsdag og hvert 20. minut natten efter fredag og lørdag, idet visse yderstrækninger dog kun betjenes én gang i timen. S-busserne kører i reglen en gang i timen om natten. Desuden kører linje 11, 19 og 33 hver nat og linje 35, 101A, 102A, 200S, 201A, 202A, 245R, 260R, 326, 360R, 380R, 400S og 500S natten efter fredag og lørdag på hele eller dele af deres normale strækninger. Linje 11, 19, 101A og 102A kører hver halve time, mens linje 33, 35, 200S, 245R, 260R, 400S og 500S kører hver time. Linje 326, 360R og 380R kører hver time i de første nattetimer men fortsætter i modsætning til de andre ikke natten igennem.

## Historie
Det første selskab til at forsøge sig med natdrift i København var Frederiksberg Sporveje. Natten efter 30. november 1912 indsattes sene afgange med sporvogne på selskabets hovedlinje fra Rådhuspladsen ad Gammel Kongevej til Frederiksvej og ad Åboulevard til skiftevis Fuglebakken og Nyelands Plads. Der kørtes kun fire afgange i hver retning kl. 1.15-2.00 (sidste afgang var normalt kl. 1.00), men det blev alligevel en succes. I 1915 noteredes således i gennemsnit 678 passagerer pr. nat. 1. verdenskrig slog imidlertid snart skår i glæden med driftsindskrænkninger, og natdriften ophørte 11. februar 1917.
Frederiksberg Sporveje blev overtaget af Københavns Sporveje (KS) i 1919, men det førte ikke umiddelbart til en genoptagelse af natdriften. Først i 1936 da konkurrencen fra de i 1934 startede S-tog begyndte at blive følelig, kom man på andre tanker. 1. maj 1936 etableredes således tre natbuslinjer A, B og C med afgang fra Rådhuspladsen 0.45-2.30 (sidste afgang var da normalt 0.30). De blev hurtigt en succes, som datidens små busser ikke havde kapacitet til, så allerede 1. november 1936 blev linje B omstillet til sporvognsdrift. 15. august 1937 fulgte de to andre linjer, i det linje C samtidig deltes i linje C og D. 29. november 1938 kom en yderligere natlig sporvejslinje, linje E til. Glæden blev dog kort, for umiddelbart efter Danmarks besættelse måtte al natdrift indstilles fra 11. april 1940.
Efter besættelsen trak det ud med at genoptage natdriften, og flere rutebilejere fra omegnen søgte om koncession på natdrift ind til byen. Det lykkedes dog kun for Lars Iversen, hvis selskab De Blå Rutebiler om dagen forbandt Rødovre med krydset Roskildevej/Pile Alle. Fra 23. juli 1951 kunne de så om natten fortsætte ind til Rådhuspladsen. Den konkurrence kunne KS ikke ignorere, så fra 15. marts 1952 genoptog man sin egen natdrift, nu med to buslinjer, A og C, og fire sporvejslinjer, B, D, E og F. En benzinstrejke i foråret 1956 betød dog, at linje A og C i et par uger, 20. marts – 2. april, midlertidigt måtte omstilles til sporvognsdrift. Snart gik det dog den anden vej, passagertallet faldt, og fra 3. november 1958 gik man over til busdrift på alle linjer undtagen linje A, der nedlagdes. Lars Iversen opgav sin natdrift 6. december 1965.
De fem KS-linjer overtoges sammen med resten af KS 1. oktober 1974 af HT, der videreførte dem nogenlunde uændret frem til 30. september 1984, hvor en større udbygning af natnettet sattes i værk. Hvor natbusserne før havde holdt sig indenfor Københavns og Frederiksberg Kommuner og nærmeste omegn suppleredes nu med en række nye linjer til de omkringliggende købstæder og lokalt i Hovedstadsområdet i øvrigt. Samtidig gik man over til at give linjerne 9xx-numre for at undgå sammenfald med S-togslinjerne, der også kendetegnedes ved bogstaver. På den måde blev linje B for eksempel til linje 902. 29. maj 1988 blev natbusnettet udvidet med yderligere linjer i yderområderne og fra 2. juni 1991 også med linjer på tværs af regionen. Derudover skete der løbende omlægninger af de eksisterende linjer.
1. februar 1998 gennemførtes en ny reform af natnettet, da rejsemønstrene havde ændret sig en del i mellemtiden. Der blev rykket rundt på de københavnske linjer, så flere kvarterer blev betjent, mens de regionale linjer blev omlagt via tæt bebyggede områder på vejen til omegnsbyerne. Derudover droppedes princippet om samtidige afgange fra Rådhuspladsen, da det havde givet ophobning og kortegekørsel på strækninger med flere linjer. Samtidig ændredes nummersystemet. 9xx-numrene havde i sin tid relateret til forskellige daglinjer, men i takt med omlægninger og nedlæggelser var systemet kommet ud af trit. Nu indførtes uafhængige numre i gruppen 80N-99N. 80N-85N kørte i det centrale København, mens 90N-99N betjente resten af Hovedstadsområdet. Dertil kom så til og med 2009 89N, en særlig natlinje på Stevns på nætter efter julefrokoster.
Natbusserne fulgte med HT ind i Hovedstadens Udviklingsråd i 2000 og 1. januar 2007 i Movia, men det medførte ikke umiddelbart ændringer. Med tiden blev en ny reform af natnettet imidlertid blevet påkrævet blandt andet på grund af konkurrence fra metro og S-tog. Metroen indviedes i oktober 2002 og havde fra starten havde natdrift efter fredag og lørdag og fra foråret 2009 alle nætter. S-togene havde i en årrække haft natdrift efter julefrokostfredage og nytårsnat men fra efteråret 2009 indførtes som forsøg og siden reelt permanent natdrift hele året. Også etableringen af A-busnettet i København i 2002-2003 og bortfaldet af den dobbelte nattakst i august 2009 havde medført ændringer. På den baggrund valgte Movia at ændre A-busnettet, så linje 1A-6A og en ny linje 9A med virkning fra natten mellem 23. og 24. marts 2013 kom til at køre hele døgnet, mens linje 80N og 82N-85N nedlagdes. For de øvrige natlinjer skete der den ændring, at hvor man før omtalte tidspunkterne for kørslen som f.eks. "nat efter fredag", gik man nu over til at omtale det som f.eks. "lørdag morgen". I forvejen havde linje 102A desuden som den første linje i Movias område fået døgndrift i weekenden fra 9. december 2012 på strækningen Køge st.-Herfølge. Efterfølgende fik flere andre traditionelle daglinjer også natdrift i weekenden.
I september 2016 blev der indgået et forlig i Region Hovedstaden om det næste års budget, hvilket blandt andet betød besparelser på natbusdriften. Flere linjer der kørte parallelt med S-tog og regionaltog blev nedlagt, mens andre blev erstattet af udvalgte S-bus- og R-Netlinjer der fik døgndrift. Mere konkret blev linje 81N, 92N, 95N og 96N nedlagt, linje 94N indstilledes i weekenderne, og linje 93N og 97N fik reduceret driften med virkning fra natten mellem 29. og 30. januar 2017. Linje 90N og 98N, der ikke umiddelbart kunne erstattes af tog eller andre buslinjer, fortsatte uændret, ligesom linje 99N gjorde det. Som kompensation for de nedlagte linjer kom linje 150S, 250S og 350S til at køre en gang i timen om natten, mens linje 360R og 380R kom til at køre en gang i timen om natten i weekenden. Desuden indgik det i forliget, at linje 91N skulle nedlægges og erstattes af linje 600S, der skulle køre en gang i timen om natten i weekenden, men det blev ikke omsat i praksis.
Ved køreplansskiftet 29. juni 2025 blev linje 97N erstattet af en ny linje 87 med kortere rute. På trods af det manglende N er det stadig en natbuslinje, idet den kun kører nat efter søndag til torsdag. Ved samme lejlighed fik A-busserne i Roskilde, linje 400S og 500S også drift nat efter fredag og lørdag.

## Ekstrakørsel ved jul og nytår
Udover de ordinære linjer har der været forskellige former for ekstra linjer og ekstra kørsel nætter efter julefrokoster og nytårsnat.
I 1988 etableredes en linje mellem Roskilde og Holbæk, der fra 1991 betegnedes linje 925. Linjen kørte nætterne efter fredag og lørdag men ikke nytårsaften. Der kørtes sidste gang i 1995.
Ligeledes i 1988 etableredes en linje mellem Køge og Store Heddinge, fra 1991 betegnet linje 953 og fra 1994 linje 955. I 1994 kørtes kun mod Store Heddinge, mens den i 1995 var en ringlinje med Køge som udgangspunkt. Kørselsmønsteret skiftede flere gange. I 1988 kørtes således fredag og lørdag men ikke nytår, 1989 fredag, lørdag og nytår, 1990-1991 fredag og nytår, 1992 fredag, en lørdag og nytår, 1993 fredag, enkelte lørdage og nytår og i 1994-1995 fredag, lørdag og nytår. Fra 2. juni 1996 kørte linjen hele året nætterne efter fredag og lørdag.
I 1992 etableredes linje 922 som en ringlinje udgående fra Køge Station betjenende blandt andet Herfølge, Bjæverskov og Lellinge. To år efter i 1994 opdeltes den i to ringlinjer fra Køge i form af 922 til Herfølge og 952 til Lellinge, Bjæverskov mv. I 1998 betød det nye natnet, at linje 922 erstattedes af helårslinjen 97N, dog med ekstrakørsel mellem Køge og Herfølge til og med 1996, mens linje 952 blev til 89N. 89N blev året i 1999 ændret til også at betjene Ejby, mens den fra 2002 tillige kom via Ølby og Lille Skensved. Der var i alle årene frem til linje 89N's ophør med udgangen af 2009 tale om ensrettede ringlinjer. I 1992 kørtes fredag, en lørdag og nytår, 1993 fredag, enkelte lørdage og nytår, 1994-2006 fredag, lørdag og nytår og i 2007-2009 fredag og nytår.
Blandt de almindelige daglinjer fik S-buslinjerne 200S, 400S og 600S natdrift frem til kl. 4, fra 1992 lidt indskrænket. I de følgende år udvidedes antallet af linjer, så det i 1995 omfattede linje 200S, 250S, 300S, 350S, 400S, 500S og 600S men til gengæld kørtes nu kun 1-3 ekstrature med sidste afgang omkring midnat. Med udgangen af 1996 ophørte ekstrakørslen, der alle år kun havde fundet sted fredag men ikke nytår.

## Natbusnettet
| Linje | Oprettet        | Rute | Entreprenør                 | Bemærkninger                                                                          |
| ----- | --------------- | --- | --------------------------- | ------------------------------------------------------------------------------------- |
| 87    | 29. juni 2025   | Solrød Strand st. – Karlstrup Strandvej – Mosede Strandvej – Greve st. – Lillevangsvej – Godsvej – Ishøj Boulevard – Ishøj st. – Strandesplanaden – Brøndby Strand st. – Gammel Køge Landevej – Friheden st. – København Syd st. | Keolis, Industriholmen      | Kun nat efter søndag til torsdag.                                                     |
| 90N   | 17. juni 2001   | Helsingør st. – Nordre Strandvej – Ellekildehavevej – Sauntevej – Nordre Strandvej – Dronningmølle Strandvej – Munkerup Strandvej – Nakkehoved Strandvej – Bonderupvejen – Gilleleje st. | Umove, Kvistgård            | Kun nat efter fredag og lørdag.                                                       |
| 91N   | 1. februar 1998 | Hillerød st. – Milnersvej – Roskildevej – Gørløse st. – Kongensgade – Slangerup – Roskildevej – Ølstykke st. – Ring Syd – Værebrovej – Jyllinge – Gundsømagle – Gundsølille – Store Valbyvej – Himmelev Bygade – Byageren – Roskilde st. – Østre Ringvej – Tunevej – Tune Parkvej – Greve Bygade – Greve Centervej – Greve st.                           | Umove, Slangerup            | Kun nat efter fredag og lørdag                                                        |
| 93N   | 1. februar 1998 | (Gevninge, Oldvejsparken – Lindenborgvej – Holbækvej –) Roskilde st. – Københavnsvej – Hovedgaden – Hedehuse st. – Roskildevej – Høje Taastrup st. – Høje Taastrup Vej – Taastrup st. – Roskildevej – Kongsholm Alle – Damgårdsvej – Trippendalsvej – Hovedvejen – Roskildevej – Valby Langgade - Frederiksberg Allé – Vesterbrogade – Rådhuspladsen st. | Nobina, Glostrup            | Roskilde st. - Gevninge kun i retning mod Gevninge og kun nat efter fredag og lørdag. |
| 94N   | 1. februar 1998 | Hillerød st. – Frederiksborgvej – Allerød st. – Birkerød Kongevej – Kongevejen – Holte st. – Grønnevej – Sorgenfri st. – Kongevejen – Lyngby st. – Lyngby Hovedgade – Lyngbyvej – Nørre Allé – Fredensgade – Nørreport st. – Rådhuspladsen st. | Umove, Bagsværd             | Kun nat efter søndag til torsdag.                                                     |
| 98N   | 1. februar 1998 | Roskilde st. – Holbækvej – Lindenborgvej – Landevejen – Kirke Sonnerup – Elverdamsvej – Kirke Hyllinge – Gershøjvej – Krabbesholmvej – Skibby – Skibbyvej – Landerslevsvej – Møllevej – Færgevej – Frederikssund st. | DitoBus, Skibby og Roskilde | Kun nat efter fredag og lørdag                                                        |
| 99N   | 1. februar 1998 | Køge st. – Strandvejen – Strøby Egede – Stevnsvej – Strøby – Varpelev – Hårlev st. – Arnøje – Store Heddinge st. – Rødvig – Store Heddinge st. – Strøby – Stevnsvej – Strøby Egede – Strandvejen – Køge st. | Vikingbus, Hårlev           | Kun nat efter fredag og lørdag og kun i den nævnte retning                            |